# Лавалантула
«Лавала́нтула» (англ. Lavalantula) — телевизионный фильм-катастрофа 2015 года производства киностудии «CineTel Films». Действие фильма происходит в Лос-Анджелесе. После многочисленных извержений вулканов появляется рой гигантских лавовых тарантулов, от которых фильм и получил своё название. Премьера состоялась на Syfy 25 июля 2015 года. Данный фильм является спин-оффом к франшизе «Акулий торнадо».

## Сюжет
Главный герой фильма, известный актёр Колтон Уэст, ссорится с режиссёром Дарреном прямо на съёмках боевика и в ярости уезжает домой на своей машине. В тот момент, когда он стоит в пробке, происходит локальное землетрясение, и находящаяся неподалёку гора Санта-Моника неожиданно извергается, разбрасывая повсюду камни (вулканические бомбы). Из упавших неподалёку от машин камней вылезают гигантские огнедышащие пауки, будто бы сотканные из лавы, атакующие людей, вышедших из машин после извержения. Колтону удаётся спастись, выехать из пробки и благополучно добраться до дома, где он рассказывает своей жене Оливии об увиденном и говорит ей, что им нужно срочно уезжать. Он берёт с собой дробовик и уезжает на машине с целью найти своего сына Вайэтта, за некоторое время до его приезда уехавшего на футбольный матч.
Между тем Вайэтт, на самом деле развлекавшийся со своими друзьями Иорданом, Эли и Трэвисом, слышит громкий взрыв и видит неподалёку столб дыма, после чего вместе с ними из любопытства идёт посмотреть, что там произошло. Подростки находят странную дыру в асфальте и принимают её за обычный провал. В этот момент пауки неожиданно выбираются из дыры, разбегаются и начинают нападать на людей. Перепуганные подростки убегают на склад, бросив велосипеды, однако Эли оказывается настигнут пауком и тут же убит. Тем временем автомобиль Колтона ломается, когда он случайно въезжает в лавовый поток. Он покидает его, идёт дальше по дороге и встречает туристический автобус, полный людей. Он обманывает узнавшего его водителя, заставляя его покинуть кабину для фото с ним, и угоняет автобус. Пока Колтон объясняется с ничего не понявшими туристами, один из пауков неожиданно запрыгивает на автобус. Колтон резко тормозит, и паук падает с передней части автобуса, после чего Уэст переезжает его. Передняя часть автобуса начинает быстро растворяться, так как у паука вместо крови была кислота. Въехав в Лос-Анджелес, Колтон останавливает автобус и успевает эвакуировать из него людей до страшного взрыва. В это же время ещё один паук пробирается в дом к Оливии через дымоход, но она убивает его из обреза. Зачищающая пригород от пауков армия начинает двигаться к центру Лос-Анджелеса, поисковый отряд находит Оливию и эвакуирует её, вывозя из черты города на военном грузовике.
Добравшегося до центра города Колтона, по пути встретившего оказывающегося его знакомым Фина Шеперда, соглашается подвезти его друг, каскадёр Джек, после несчастного случая вынужденный довольствоваться ролью одноногого пирата. На его машине герои покидают центр города, который в это же время штурмуют пауки. Далеко уехать у героев не получается — шины автомобиля лопаются, когда Джек переезжает через вылившуюся на дорогу лаву, пауки тут же вылезают из многочисленных дыр поблизости и преследуют оставшихся без транспорта героев, спасающихся бегством и в итоге укрывающихся в музее Ла-Брея. Там они неожиданно встречают учёного, который занимался исследованиями пауков и вулканов. Ему удалось выяснить, что эти пауки были погребены в магме вулкана миллионы лет назад и всё это время жили там втайне от людей. Поскольку пауки вновь стали активными, они вызвали извержение вулкана, и единственный способ остановить их нашествие — убить королеву-пауков, всё ещё скрывающуюся где-то под землёй.
Тем временем паук проникает на склад, где прятались подростки, через окно и немедленно нападает на них. Вайэтт сражается с пауком с помощью огнетушителя, а девушка, ранее получившая ожог, впадает в припадок и умирает. Когда её тело загорается, из раны выползает множество маленьких паучков, атакующих Трэвиса, сжигающих его и таким образом убивающих. Вайэтт убегает на крышу склада, где получает телефонный звонок от Колтона и рассказывает ему о своём местоположении.
За городом пауки атакуют армейский грузовик, в котором находилась Оливия, и убивают застигнутых врасплох военных, Оливия же успевает спрятаться под противопожарным покрывалом от проникшего внутрь грузовика огня пауков. Оливии удаётся убить напавшего на неё паука и уехать на армейском грузовике с целью разыскать Колтона. В это же время пауки прорываются в музей, Джека убивают, но Колтону удается убить нескольких пауков из дробовика и сбежать. Оливия вскорости находит Колтона, они немедленно отправляются спасать Вайэтта.
Вайэтт спускается с крыши склада и подвергается атаке паука, но его вовремя сбивает армейский грузовик под управлением Оливии и Колтона. Уэст понимает, что для борьбы с пауками можно использовать жидкий азот. Герои отправляются в магазин аппаратуры для спецэффектов, где Колтон обнаруживает своих коллег по съёмочной площадке, которым предлагает помочь ему спасти город.
Колтон придумывает план убийства королевы пауков с помощью жидкой азотной бомбы, сделанной из разнообразных предметов, найденных им в магазине. Он и его съёмочная группа выдвигаются в центр города, чтобы дать решающий бой паукам и сбросить бомбу в подземное логово королевы через подходящую дыру. У героев получается разместить бомбы в подземных проходах и дистанционно взорвать их. Целая армия пауков вылезает из дыр на поверхность, съёмочная группа, возглавляемая Тедди, расстреливает их всех. Затем огромная королева пауков сама выбирается на поверхность. Колтон использует реактивный ранец, взятый со съёмочной площадки, и летит со здания к атакующей его королеве-пауков. Он бросает азотную бомбу в рот пауку, убивая его и тем самым предотвращая конец света и спасая город, становясь его настоящим героем, о чём в конце рассказывают по новостям.

## В ролях
| Актёр           | Роль                    |
| --------------- | ----------------------- |
| Стив Гуттенберг | Колтон Уэст             |
| Ниа Пиплз       | Оливия Уэст             |
| Патрик Ренна    | Крис турист             |
| Майкл Уинслоу   | Марти                   |
| Мэрион Рэмси    | Тедди                   |
| Лесли Истербрук | Дорис                   |
| Ральф Гарман    | Пират Джек              |
| Дэнни Вудберн   | Арни                    |
| Ной Хант        | Вайэтт Уэст             |
| Диана Хоппер    | Иордан                  |
| Тайм Винтерс    | доктор Эрик фон Струбле |
| Иан Зиринг      | Фин Шеперд камео        |
| Зак Гудспед     | Трэвис                  |
| Бен Сноуден     | Эли                     |
| Фелиша Купер    | Бритни                  |

## Критика
Фильм получил смешанные оценки. Hellhorror дал фильму средний рейтинг 6 из 10 по состоянию на 12 июля 2022 года. Wickedhorror дал фильму средний рейтинг 6 из 10 по состоянию на 12 июля 2022 года.

## Продолжение
Премьера сиквела фильма «Лавалантула» под названием «Лавалантула 2», состоялась на телеканале Syfy 6 августа 2016 года. Несколько актёров из оригинального фильма вернулись в продолжении, в том числе Стив Гуттенбург, Мэрион Рэмси и Майкл Уинслоу.